# Cantón de Les Échelles
El cantón de Les Échelles (en francés canton des Échelles) era una división administrativa francesa, que estaba situada en el departamento de Saboya y la región de Ródano-Alpes.

## Composición
El cantón estaba formado por once comunas:
- Attignat-Oncin
- Corbel
- Entremont-le-Vieux
- La Bauche
- Les Échelles
- Saint-Christophe
- Saint-Franc
- Saint-Jean-de-Couz
- Saint-Pierre-d'Entremont
- Saint-Pierre-de-Genebroz
- Saint-Thibaud-de-Couz

## Supresión del cantón
En aplicación del decreto nº 2014-272 del 27 de febrero de 2014, el cantón de Les Échelles fue suprimido el 1 de abril de 2015 y sus 11 comunas pasaron a formar parte del cantón de Le Pont-de-Beauvoisin.